# Karakter (groepsrepresentatie)
In de groepentheorie, een deelgebied van de wiskunde, is het karakter van een groepsrepresentatie een functie op de groep die aan elk groepselement het spoor van de representatie-matrix toevoegt. Het karakter draagt in een compacte vorm de essentiële informatie over de representatie. 
Georg Frobenius ontwikkelde de representatietheorie van eindige groepen in eerste instantie volledig op basis van karakter, zonder enige expliciete matrixrealisatie van de representaties zelf te gebruiken. Dit is mogelijk omdat een complexe representatie van een eindige groep (op isomorfisme na) door zijn karakter wordt bepaald. De situatie met representaties over een lichaam/veld van positieve karakteristiek, zogenaamde "modulaire representaties", is meer delicaat, maar Richard Brauer ontwikkelde ook hiervoor een krachtige theorie van karakters. Veel diepe stellingen over de structuur van eindige groepen maken gebruik van modulaire representaties.

## Definitie
Laat {\displaystyle G} een groep zijn op de eindigdimensionale vectorruimte {\displaystyle V} over het lichaam/veld {\displaystyle K}, en {\displaystyle \rho \colon G\to GL(V)} een representatie van {\displaystyle G}. Het karakter van {\displaystyle \rho } is de functie {\displaystyle \chi _{\rho }\colon G\to K} die aan het element {\displaystyle g} het spoor van {\displaystyle \rho (g)} toevoegt:
{\displaystyle \chi _{\rho }(g)=\operatorname {sp} (\rho (g))}
Het karakter {\displaystyle \chi _{\rho }} heet irreducibel of enkelvoudig als de representatie {\displaystyle \rho } irreducibel is. De graad van het karakter {\displaystyle \chi _{\rho }} is de dimensie van {\displaystyle \rho }. Als {\displaystyle K} de karakteristiek 0 heeft, komt de graad overeen met de waarde {\displaystyle \chi _{\rho }(1)}. Een karakter van de graad 1 heet lineair. Als de groep {\displaystyle G} eindig is en {\displaystyle K} heeft de karakteristiek 0, wordt de normaaldeler
{\displaystyle \operatorname {ker} (\chi _{\rho })=\{g\in G\mid \chi _{\rho }(g)=\chi _{\rho }(1)\}}
de kern van het karakter {\displaystyle \chi _{\rho }} genoemd. De kern van {\displaystyle \chi _{\rho }} is juist de kern van de representatie {\displaystyle \rho }.